# Cyrill Demian
Cyrill Demian né en 1772 et mort en 1847, est  un compositeur et inventeur arménien de Roumanie. Il est le premier à déposer, avec ses fils Carl et Guido, un brevet de l'accordéon le 6 mai 1829 à Vienne (Autriche).
Ces fabricants d'orgues et de pianos étaient domiciliés au no. 43, Mariahilfer Strasse à Vienne.